# Fudbalski klub Crvena zvezda 1951
Questa voce raccoglie le informazioni riguardanti il Fudbalski klub Crvena zvezda nelle competizioni ufficiali della stagione 1951.

## Maglie e sponsor
| Manica sinistra · Manica sinistra · Maglietta · Maglietta · Manica destra · Manica destra · Pantaloncini · Calzettoni |

## Rosa
| N. |                       | Ruolo | Calciatore        |
| -- | --------------------- | ----- | ----------------- |
|    | Jugoslavia (bandiera) | P     | Ljubomir Lovrić   |
|    | Jugoslavia (bandiera) | P     | Srđan Mrkušić     |
|    | Jugoslavia (bandiera) | D     | Tihomir Ognjanov  |
|    | Jugoslavia (bandiera) | D     | Branko Stanković  |
|    | Jugoslavia (bandiera) | D     | Milorad Diskić    |
|    | Jugoslavia (bandiera) | D     | Milivoje Đurđević |
|    | Jugoslavia (bandiera) | D     | Branko Nešović    |
|    | Jugoslavia (bandiera) | D     | Lajčo Kujundžić   |
|    | Jugoslavia (bandiera) | C     | Siniša Zlatković  |
|    | Jugoslavia (bandiera) | C     | Ivan Zvekanović   |

| N. |                       | Ruolo | Calciatore              |
| -- | --------------------- | ----- | ----------------------- |
|    | Jugoslavia (bandiera) | C     | Bela Palfi              |
|    | Jugoslavia (bandiera) | C     | Predrag Đajić           |
|    | Jugoslavia (bandiera) | C     | Branislav Vukosavljević |
|    | Jugoslavia (bandiera) | C     | Pavle Radić             |
|    | Jugoslavia (bandiera) | A     | Bora Kostić             |
|    | Jugoslavia (bandiera) | A     | Kosta Tomašević         |
|    | Jugoslavia (bandiera) | A     | Rajko Mitić             |
|    | Jugoslavia (bandiera) | A     | Jovan Jezerkić          |
|    | Jugoslavia (bandiera) | A     | Todor Živanović         |
|    | Jugoslavia (bandiera) | A     | Dimitrije Tadić         |

## Statistiche

### Statistiche dei giocatori
| Giocatore     | Campionato | Campionato | Campionato | Campionato |
| Giocatore     | Pres       | Gol        | Am         | Esp        |
| ------------- | ---------- | ---------- | ---------- | ---------- |
| Đajić         | 22         | 1          | -          | -          |
| Diskić        | 16         | -          | -          | -          |
| Đurđević      | 9          | -          | -          | -          |
| Jezerkić      | 18         | 6          | -          | -          |
| Kostić        | 4          | 1          | -          | -          |
| Kujundžić     | 1          | -          | -          | -          |
| Lovrić        | 14         | -          | -          | -          |
| Mitić         | 17         | 5          | -          | -          |
| Mrkušić       | 8          | -          | -          | -          |
| Nešović       | 1          | -          | -          | -          |
| Ognjanov      | 22         | 10         | -          | -          |
| Radić         | 1          | -          | -          | -          |
| Palfi         | 22         | 1          | -          | -          |
| Stanković     | 13         | 1          | -          | -          |
| Tadić         | 12         | -          | -          | -          |
| Tomašević     | 21         | 16         | -          | -          |
| Vukosavljević | 7          | 1          | -          | -          |
| Živanović     | 10         | 4          | -          | -          |
| Zlatković     | 11         | 4          | -          | -          |
| Zvekanović    | 14         | -          | -          | -          |